# Grauer Salbei
Der Graue Salbei (Salvia canescens, Syn.: Salvia daghestanica), auch Kaukasus-Salbei und Dagestan-Salbei genannt, ist eine Pflanzenart aus der Gattung Salbei (Salvia) in der Familie der Lippenblütler (Lamiaceae). Die ausdauernde krautige Pflanze ist im Kaukasus beheimatet und wird selten als Zierpflanze verwendet.

## Beschreibung

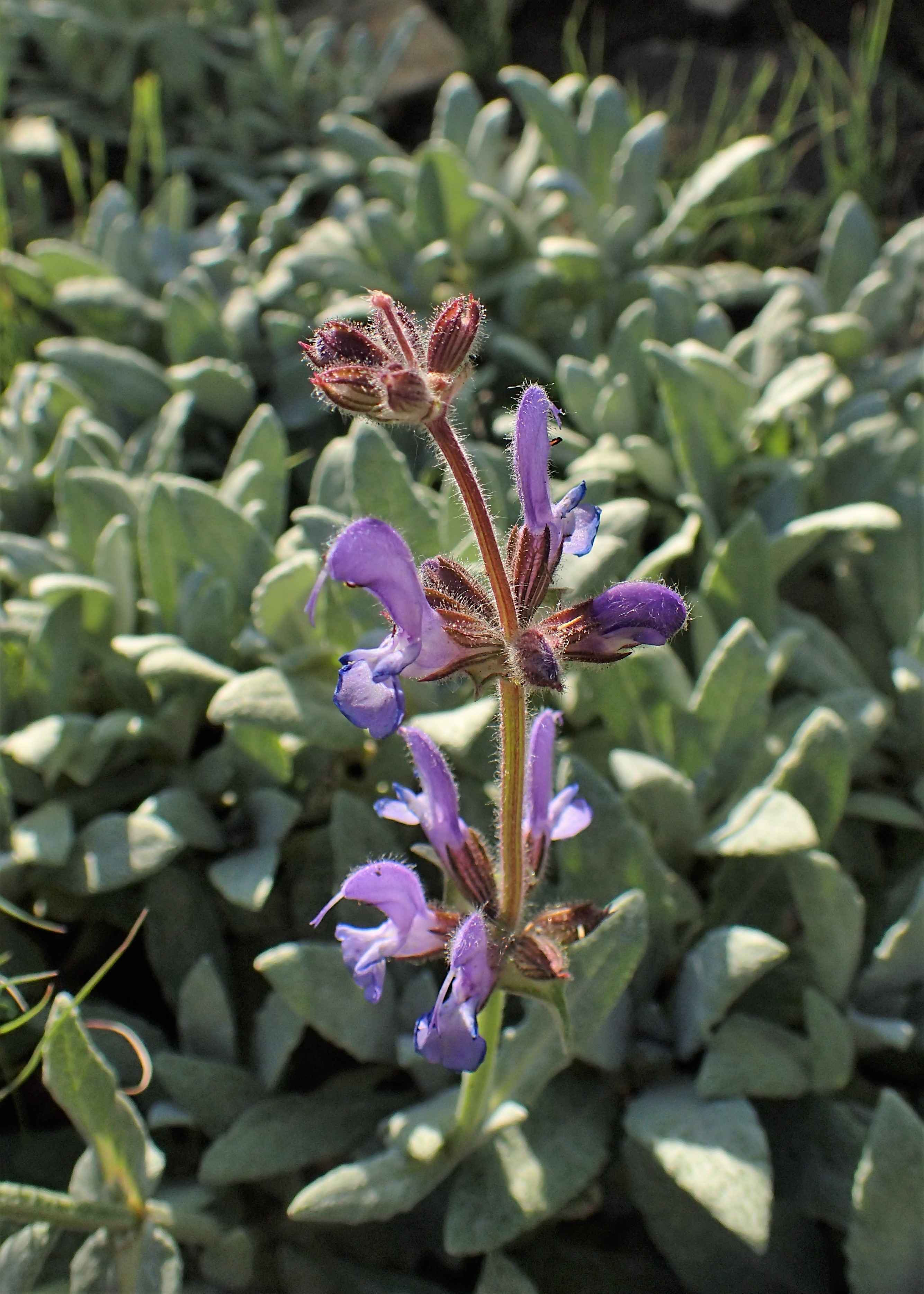
Salvia canescens var. daghestanica

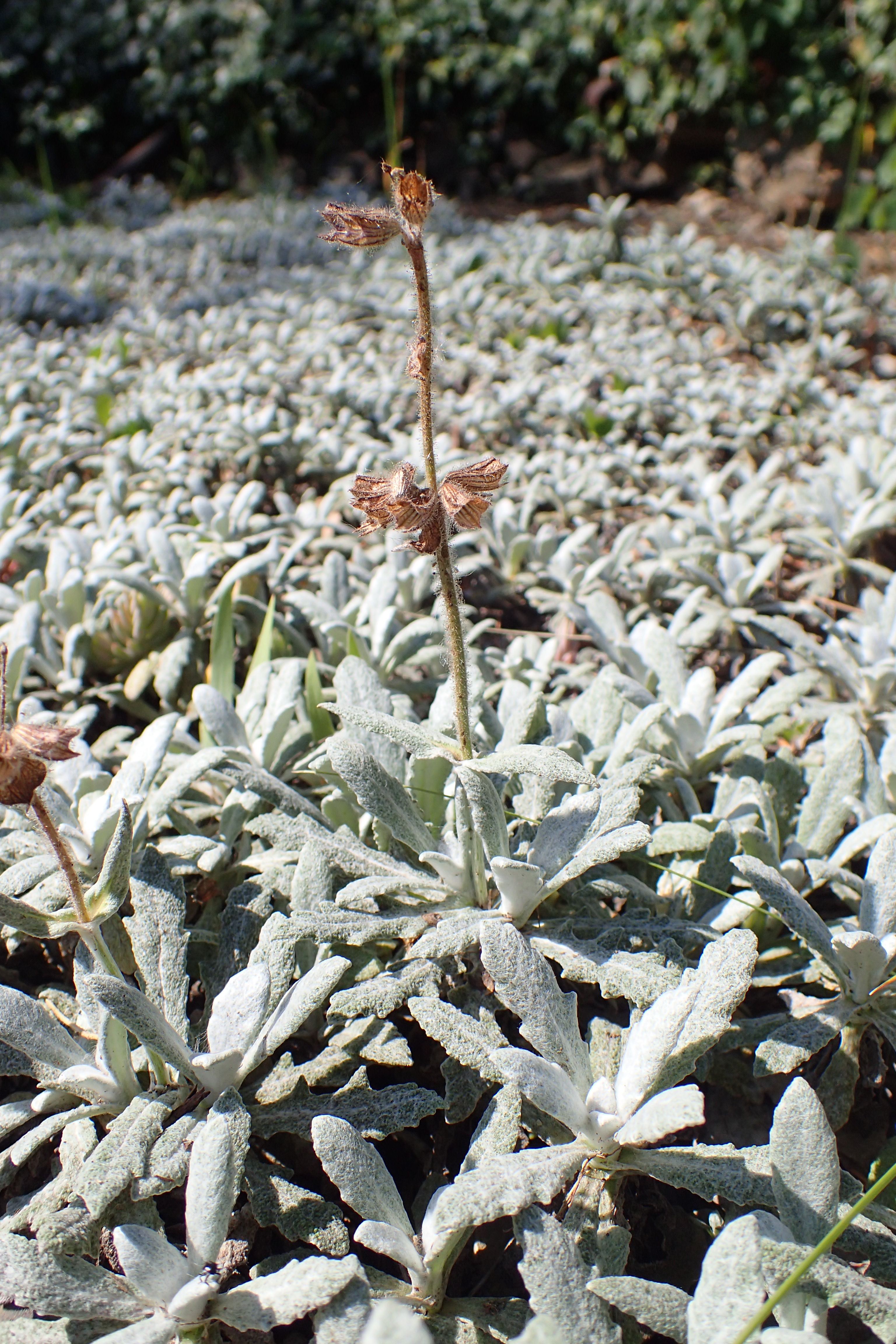
Salvia canescens var. daghestanica

### Vegetative Merkmale
Der Graue Salbei wächst als ausdauernde krautige Pflanze horstig in Form einer lockeren Rosette, wobei er durch Tochterrosetten runde, 10 Zentimeter hohe und bis 45 Zentimeter breite Polster bildet. Die grundständigen, wintergrünen Laubblätter sind einfach, länglich eiförmig bis länglich spatelförmig, ganzrandig oder unregelmäßig stark gelappt, oft unregelmäßig gekerbt und gezähnt. Sie werden 2,5 bis 10 Zentimeter lang, 0,5 bis 1,5 Zentimeter breit und sind auf beiden Seiten silbrig-filzig behaart.

### Generative Merkmale
Der endständige, bis 30 Zentimeter lange, unverzweigte Blütenstand ist eine einfache Traube aus 3 bis 6 locker verteilten Scheinquirlen von jeweils 5 bis 6 kurz gestielten Blüten mit doppelter Blütenhülle. Die Hochblätter und die kleinen Kelchblätter sind drüsig behaart. Die bis 17 Millimeter lange Blütenkrone ist blau bis violett. Blütezeit ist von Ende April bis Ende Mai und oft noch einmal im Herbst. Es werden kleine Klausenfrüchte gebildet.

### Chromosomensatz
Die Chromosomenzahl beträgt 2n = 22.

## Vorkommen
Der Graue Salbei ist endemisch in der Kaukasusregion verbreitet. Die Pflanze besiedelt südexponierte, steinige Hänge, und flachgründige Trockenrasen der mittleren und oberen montanen Höhenstufe. Sie wächst dort auf verwitternden und darum mineralreichen, trockenen Böden, die kalkreich und stickstoffarm sind und kaum Humus enthalten.

## Verwendung
Der Graue Salbei wird selten als Zierpflanze verwendet, wobei ausschließlich die Varietät Salvia canescens var. daghestanica in Kultur ist. In der Gartenliteratur und im Gartenbau ist die Pflanze meist unter dem Synonym Salvia daghestanica aufgeführt. Sie wird gern mit Alpenpflanzen oder anderen Steingartenpflanzen in Steingärten und Alpinarien gepflanzt, passt aber auch gut an den Rand von Steppenpflanzungen oder zur Bepflanzung von  Dächern, Mauerkronen und Steintrögen. Der Graue Salbei bevorzugt durchlässige, magere, alkalische, Sand- und Schotterböden in voller Sonne. Er ist winterhart bis −29 °C (Zone 5), solange er gut gegen Staunässe geschützt ist. Die Blüten wirken über den silbrigen Blättern besonders groß und farbintensiv, erscheinen aber nicht zahlreich, so dass der Salbei eher als Blattschmuckstaude kultiviert wird. Die Blattrosetten passen gut zu den dunkelgrün glänzenden Blättern von Gamander und harmonieren gut mit Igelpolster und kompakt wachsenden Sorten des Echten Lavendels.

## Systematik
Die Erstveröffentlichung von Salvia canescens erfolgte 1831 durch den russlanddeutschen Botaniker Carl Anton von Meyer in Verzeichniss der Pflanzen, welche während der, auf allerhöchsten Befehl, in den Jahren 1829 und 1830 unternommenen Reise im Caucasus und den Provinzen am westlichen Ufer des Caspischen Meeres gefunden und eingesammelt worden sind, S. 86. Allerdings verwendete der britische Botaniker George Bentham den gleichen Namen für eine andere Art, was Bentham dann in seinem 1833 erschienenen Band Labiatarum Genera et Species korrigierte, indem er die andere Art in Salvia pallida umbenannte und Salvia canescens Benth. zu deren Synonym machte. Dieses Synonym wurde international nicht akzeptiert. 1951 beschrieb der russische Botaniker Dmitrii Ivanovich Sosnowsky die Art Salvia daghestanica. Diese wurde 1992 vom russischen Botaniker Y. L. Menitsky als Varietät von Salvia canescens erkannt, wodurch Salvia daghestanica Sosn. zu einem homotypischen Synonym wurde. Dies wurde international akzeptiert, so dass nun zwei Varietäten des Grauen Salbeis bekannt sind:
- Salvia canescens var. canescens: Sie ist in der gesamten Kaukasusregion verbreitet.
- Salvia canescens var. daghestanica: Sie ist in der nordöstlichen Kaukasusregion verbreitet und hat größere, ausgeprägt silbrig behaarte Blätter.

Der artspezifische Namensteil canescens bedeutet „ergrauend, weiß werdend“ und bezieht sich hier auf die weiß-behaarten Blätter. Die zweite Varietät mit dem Namensteil daghestanica ist nach der russischen Republik Dagestan im Nordkaukasus benannt.